# الفيلق التاسع الإسباني
الفيلق التاسع الإسباني هو فيلق روماني في الجيش الإمبراطوري الروماني تواجد منذ القرن الأول قبل الميلاد حتى سنة 120م على الأقل. قاتل الفيلق في عدة مقاطعات رومانية في نهاية فترة الجمهورية الرومانية وبداية عصر الإمبراطورية الرومانية، وحصل على لقبه "الإسباني" نظرًا لتمركزه في هسبانيا في عهد أغسطس قيصر. تمركز الفيلق في بريطانيا بعد الفتح الروماني لبريطانيا. اختفى ذكر الفيلق من السجلات الرومانية ق. 120م.